# Terreiro de candomblé

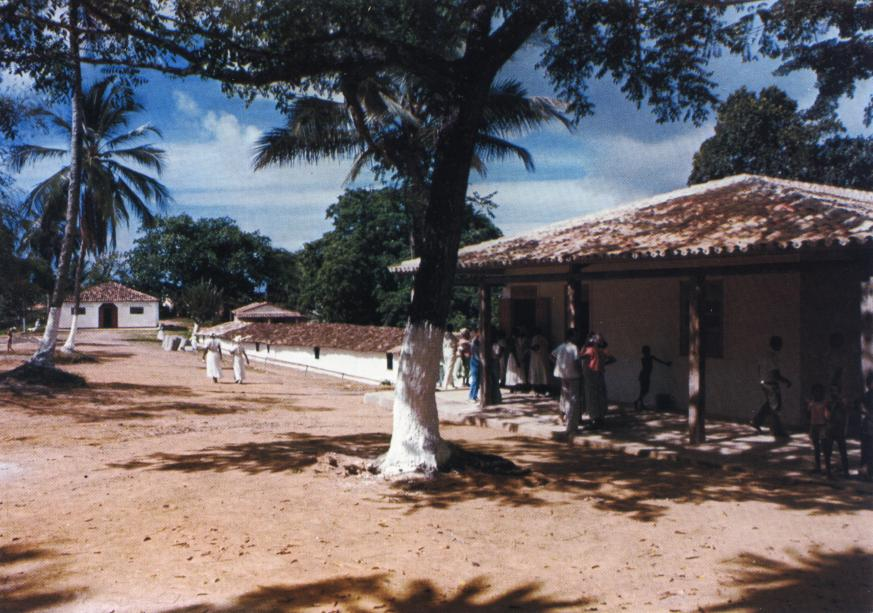
Un terreiro de candomblé renommé, Ilê Axé Opô Afonjá.

Un terreiro de candomblé est le terme généralement utilisé pour désigner les lieux de culte du candomblé, les terreiros. En même temps qu'un lieu de culte, c'est un groupement social au travers duquel se transmettent les traditions africaines, notamment dans le haut lieu du candomblé qu'est Salvador de Bahia. 
Un projet de cartographie des terreiros de candomblé a pu ainsi recenser 1 155 terreiros à Salvador, sans compter ceux à Itaparica. 
Un terreiro de candomblé a à sa tête une mãe de santo, une prêtresse appelée également iyalorixá, et chargée notamment d'administrer le terreiro et de consulter les orishas en lieu et place d'un babalawo. Elle est aidée dans sa tâche par d'autres personnes, dont le nombre varie selon l'importance du terreiro.